# João de Kronstadt
São João de Kronstadt (em russo, Святой Иоанн  Кронштадтский Sv'atoj Ioann Kronshtadtskij, nascido Ivan Ilich Sergijev; Sura, Império Russo, 19 de outubro de 1829 - Kronstadt, 20 de dezembro de 1908) foi um presbítero russo, venerado como santo pela Igreja Ortodoxa, tendo sido por ela glorificado em 1990. 

## Biografia
Ivan Sergiev nasceu em 31 de outubro (dia 19 no calendário juliano) de 1829 em Sura, vilarejo no Oblast de Arcangel perto do Mar Branco, na pobre família do Diácono Ilya Sergiev, vindo de uma longa linhagem de sacerdotes, e foi batizado em honra de São João de Rila. Casou‐se com Elizaveta Konstantinovna, filha de um arcipreste, e com ela manteve por toda a vida uma união celibatária. João foi ordenado[ [diácono]] e presbítero em 1855 pelo Bispo Cristóvão de Vologda para servir na Catedral de Santo André, em Kronstadt, onde permaneceu para o resto de sua vida. Ainda que tivesse o desejo de catequizar povos ameríndios, tornou‐se para Kronstadt ao passar a crer que os habitantes das capitais conheciam Cristo tanto quanto os índios da Patagônia.
Ficou conhecido por volta de seus sessenta anos, quando recebia visitantes de toda a Rússia e foi chamado pelo czar Alexandre III para receber comunhão dele. Faleceu em 2 de janeiro de 1909 (20 de dezembro de 1908 no calendário juliano), de uma doença dolorosa na bexiga que o afligira por quatro anos, não o obstando, portanto de continuar servindo na Catedral. Foi sepultado no Mosteiro de São João de Rila, em São Petersburgo. No mesmo ano, o czar São Nicolau II publicou um édito ordenando a celebração anual da vida do presbítero no aniversário de sua morte.

## Ideário
Partícipe no avivamento espiritual promovido antes de si por São Paísio Velichovskiy, São João de Kronstadt é associado à tradição da Igreja Ortodoxa Russa de recepção da Eucaristia em toda Divina Liturgia, fato pelo qual é frequentemente representado com um cálice em mãos.
Enquanto ativista político, foi membro fundador da União do Povo Russo, o mais importante movimento associado às Centenas Negras. Monarquista convicto, foi crítico do czar, associando diversos males enfrentados pela Rússia a sua pusilanimidade e urgindo que se aproximasse de Deus. Apesar de frequentemente associado ao antissemitismo, escandalizou a direita russa ao condenar abertamente o Pogrom de Kishinev em declaração conjunta com o Bispo Antônio da Volínia (que depois se tornaria Primeiro Hierarca da Igreja Ortodoxa Russa no Exterior).
Foi ainda um grande crítico de Liev Tolstói, apontando sua negação de diversos dogmas do cristianismo ortodoxo e acusando‐o de satirizar a Bíblia e a Igreja e de corromper a juventude russa, preparando o país para uma catástrofe política. Em seu diário, referiu‐se ao filósofo como "herege dos hereges", orando por sua morte e a de seus seguidores na Igreja Ortodoxa Russa, nomeadamente o Metropolita Antônio de São Petersburgo e o Protopresbítero Ioann Yanyshev, reitor da Catedral da Anunciação.